# Tyree Washington

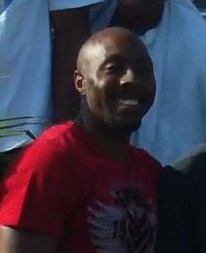
Tyree Washington

Tyree Washington [ˈwɔʃiŋtən] (* 28. August 1976 in Riverside, Kalifornien) ist ein US-amerikanischer Leichtathlet. Er ist dreifacher Weltmeister.
Washington besuchte die La Sierra High School und das San Bernardino Valley Community College.
Seinen ersten internationalen Erfolg feierte er 1997 bei den Weltmeisterschaften in Athen. Mit der US-amerikanischen 4-mal-400-Meter-Staffel war er vor der britischen Staffel im Ziel. Der zunächst zuerkannte Weltmeistertitel wurde den Staffelteilnehmern allerdings wieder aberkannt, nachdem Antonio Pettigrew die Einnahme von Wachstumshormonen und EPO zugegeben hatte. Über 400 Meter gewann Tyree Washington hinter seinem Landsmann Michael Johnson und Davis Kamoga aus Uganda die Bronzemedaille.
Washington erzielte mit der 4-mal-400-Meter-Staffel am 22. Juli 1998 bei den Goodwill Games einen Weltrekord. Dieser wurde jedoch im Zuge der Aberkennung von Resultaten, an denen Antonio Pettigrew beteiligt war, am 12. August 2008 annulliert.
Erst 2003 konnte Washington wieder an diese Erfolge anknüpfen. Bereits im Frühjahr wurde er in Birmingham Hallenweltmeister über 400 Meter und mit der 4-mal-400-Meter-Staffel. Bei den Weltmeisterschaften in Paris wurde er mit der 4-mal-400-Meter-Staffel erneut Weltmeister. Diese Goldmedaille wurde der US-Staffel allerdings ebenfalls nachträglich wieder aberkannt. Über 400 Meter wurde Washington Weltmeister (wie sich später herausstellte, war der ursprüngliche Sieger Jerome Young gedopt gewesen).
Tyree Washington wurde von seinem ehemaligen Teamkollegen Antonio Pettigrew, dem zahlreiche Resultate wegen Dopingmissbrauchs aberkannt worden waren, trainiert.

## Persönliche Bestleistungen
- 100 m: 10,41 s
- 200 m: 20,09 s
- 400 m: 44,28 s